# Švábovce
Švábovce (deutsch Schwabsdorf, ungarisch Svábfalva – bis 1907 Svábóc) ist eine Gemeinde im Osten der Slowakei, mit 1670 Einwohnern (Stand 31. Dezember 2024). Sie gehört zum Okres Poprad, der ein Teil des übergeordneten Bezirks Prešovský kraj ist.

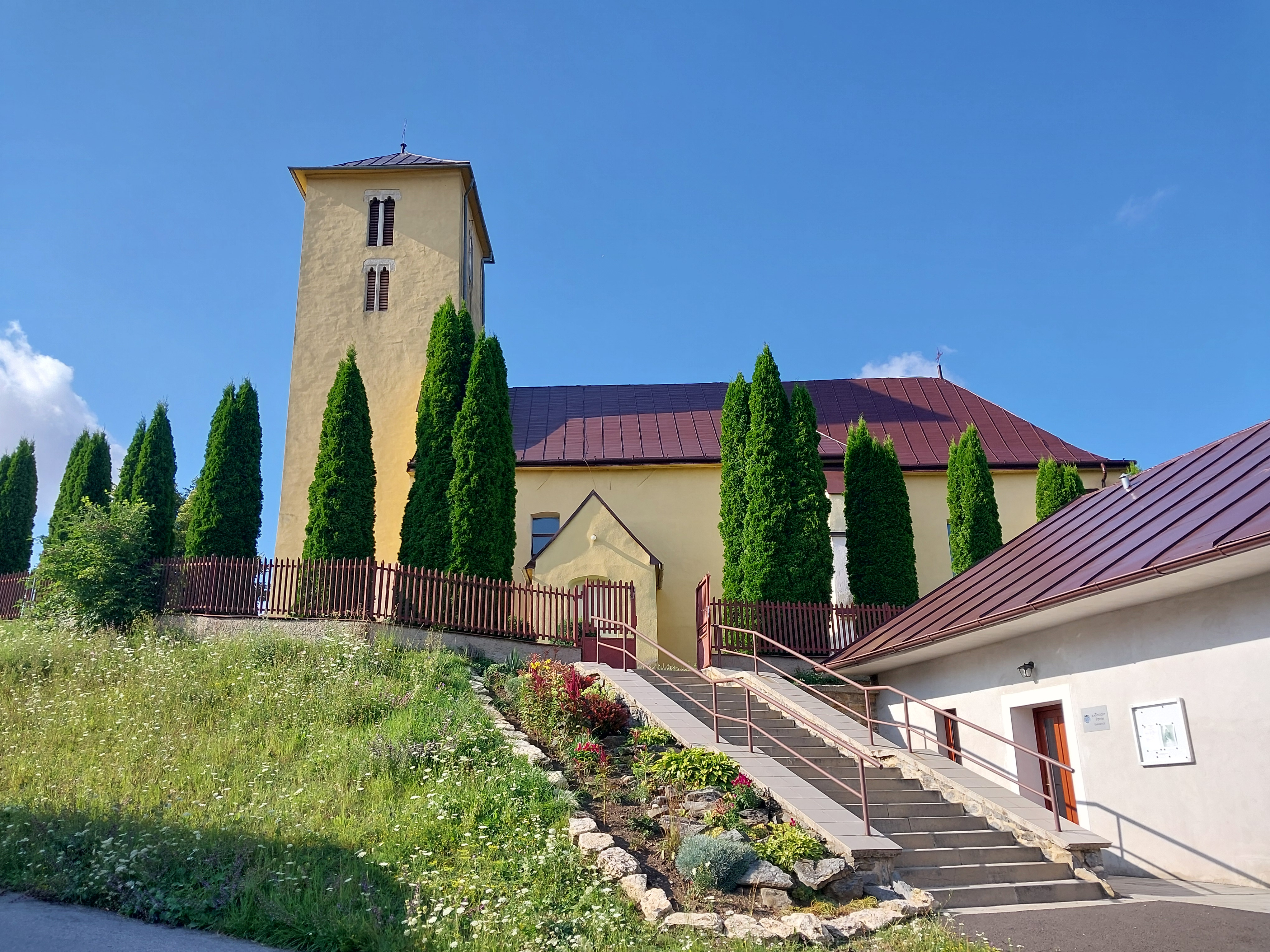
Frühgothische katholische Kirche

## Geographie
Die Gemeinde liegt sieben Kilometer südöstlich von Poprad, in der traditionellen Landschaft Zips.

## Geschichte
Der Ort wurde zum ersten Mal 1278 als villa Sweui erwähnt und gehörte zur Bruderschaft der 24 königlichen Pfarren, mit welcher auch die Existenz einer Kirche belegen lässt. Im 17. Jahrhundert wurde ein Mangan-Bergwerk südlich des Hauptortes in Betrieb genommen, das bis in die 1970er Jahre tätig war.
Zu den Sehenswürdigkeiten gehört eine gotische römisch-katholische Kirche aus dem 14. Jahrhundert sowie eine evangelische Kirche aus dem Jahr 1970.

## Bevölkerung
| Jahr                | 1994 | 2004     | 2014     | 2024     |
| ------------------- | ---- | -------- | -------- | -------- |
| Anzahl der Personen | 929  | 1081     | 1431     | 1670     |
| Unterschied         |      | +16,36 % | +32,37 % | +16,70 % |

| Jahr                | 2023 | 2024    |
| ------------------- | ---- | ------- |
| Anzahl der Personen | 1643 | 1670    |
| Unterschied         |      | +1,64 % |